# Preska (Sodražica, Slovenija)
Preska je naselje u slovenskoj Općini Sodražici. Preska se nalazi u pokrajini Dolenjskoj i statističkoj regiji Jugoistočnoj Sloveniji. 

## Stanovništvo
Prema popisu stanovništva iz 2002. godine naselje je imalo 0 stanovnika.